# Голубівське нафтогазове родовище
Голубівське нафтогазове родовище — належить до Руденківсько-Пролетарського нафтогазоносного району Східного нафтогазоносного регіону України.

## Опис
Розташоване в Дніпропетровській області на відстані 35 км від м. Новомосковськ.
Знаходиться в південній прибортовій зоні Дніпровсько-Донецької западини в межах Зачепилівсько-Левенцівського структурного валу.
Структура виявлена в 1951 р. і являє собою у нижньокам'яновугільних відкладах брахіантикліналь північно-західного простягання розмірами 5,0х3,5 м з крутими крилами, ускладнену скидовими порушеннями. В 1961 р. отримано фонтан газу вільним дебітом 396 тис. м³/добу.
Поклади пластові, склепінчасті, тектонічно екрановані, деякі також літологічно обмежені.
Експлуатується з 1967 р. Режим покладів змішаний — газової шапки та водонапірний. Запаси початкові видобувні категорій А+В+С1: нафти — 565 тис. т; розчиненого газу — 96 млн. м³; газу — 257 млн. м³. Густина дегазованої нафти 844 кг/м³. Вміст сірки у нафті 0,077 мас.%.